# Saarländischer Rundfunk
Saarländischer Rundfunk (magyarul: Saar-vidéki Rádió és Televízió) Saar-vidék regionális közszolgálati médiuma, amely az ARD szövetség tagja. A médium székhelye Saarbrückenben található.

## Története
- 1929: Megkezdődött a rendszeres rádiósműsor Saar-vidék területén
- 1935: A rádiótársaság a Reichssender Saarbrücken (Saarbrückeni Birodalom Rádió) néven a nemzetiszocialista propaganda része lett.
- 1957. január 1.: Létrejön a Saarländischer Rundfunk és az ARD-szövetség tagja lesz.
- 1961: Mindennap a kora esti műsorsávban jelentkezik az SR Fernsehen televíziós regionális magazinműsora a Regionalprogramm für das Saarland és az Aktuelle Bericht.[1]

## Műsorkínálata

### Rádió
| Rádió csatorna     | Tematikája                                                                     | Logó |
| ------------------ | ------------------------------------------------------------------------------ | ---- |
| SR 1               | Popzenei és hírműsorok                                                         |      |
| SR 2 Kulturradio   | Kulturális műsorok                                                             |      |
| SR 3 Saarlandradio | Német és francia nyelvű főleg sanzon dalok, részletes hírműsorok Saar-vidékről |      |
| Antenne Saar       | német-francia nyelvű hírműsorok                                                |      |
| Unserding          | Ifjúsági műsorok angol és német nyelven                                        |      |

### Televízió
| Televíziós csatorna | Tematikája                                          | Logó |
| ------------------- | --------------------------------------------------- | ---- |
| Das Erste           | Országos, általános tematikájú csatorna             |      |
| SR Fernsehen        | Az SR regionális adásokat sugárzó csatornája        |      |
| Phoenix             | Politikai, háttér és közéleti műsorok               |      |
| KiKA                | ARD és ZDF közös gyermekcsatornája                  |      |
| arte                | Német-francia kulturális csatorna                   |      |
| 3sat                | ARD, ZDF, ORF és az SRG közös kulturális csatornája |      |